# Francesc Narcís Sunyer i Veciana
Francesc Narcís o Narcís Sunyer i Veciana (Reus, 13 de setembre de 1768 - Barcelona, 11 de desembre de 1847) va ser un comerciant català.

## Biografia
Francesc Narcís Sunyer va néixer a Reus el 13 de setembre de 1768, fill de Francesc Sunyer Marsal, un hisendat que havia obtingut el privilegi de ciutadà honrat el 1775, natural de Reus, i de Tecla Veciana Dosset, natural de Valls. Al baptisme hi consten els noms de Francesc, Narcís, Felip. El seu pare, Francesc Sunyer, va enviudar dues vegades i una tercera vegada es va casar amb la mare de Francesc Narcís, Tecla Veciana Dosset, vídua de Jaume Freixa i Giol i germana de Felip Veciana i Dosset, tercer comandant general de les esquadres de Catalunya. Francesc Narcís Sunyer era doncs germanastre de Francesc Freixa i Veciana.
Per a promoure i eixamplar l'empresa familiar es traslladà a Barcelona, on passà bona part de la seva vida i on va ser declarat ciutadà honrat. Va formar part de la Junta del Canal de Reus a Salou, projecte iniciat per Pere Sunyer i Aulès, el seu cosí germà, obra d'enginyeria que volia acostar el mar a la ciutat de Reus, i facilitar l'exportació dels aiguardents, i que després de moltes dificultats va ser aprovada pel govern espanyol el 1805 però que no es va poder culminar per l'esclat de la Guerra del Francès. Va encapçalar la subscripció per fer el canal amb 40.000 lliures catalanes. Va morir el 1847 deixant importants llegats a l'hospital i a la Casa de la Caritat de la ciutat (15.000 i 16.000 lliures catalanes). S'havia casat dues vegades, la primera el 1785 amb Rosa de Bofarull i Morell, filla del comerciant ennoblit Josep de Bofarull i Miquel, que va ser dotada pel seu pare amb 12.000 lliures catalanes. I la segona amb Teresa Bofarull i Ferrer, parenta llunyana de la primera esposa, que pertanyia a la branca no ennoblida dels Bofarull.
Va morir l'11 de desembre de 1847 a Barcelona.
L'Ajuntament de Reus el va declarar fill il·lustre i li va dedicar un passeig, el Passeig de Sunyer.